# Manchester City Women's Football Club 2019-2020
Questa voce raccoglie le informazioni riguardanti il Manchester City Women's Football Club nelle competizioni ufficiali della stagione 2019-2020.

## Stagione
La stagione è stata caratterizzata dallo scoppio della pandemia di COVID-19 nel mese di marzo 2020, che ha portato a un'iniziale sospensione di tutte le competizioni, per poi arrivare a una sospensione definitiva il successivo 25 maggio. La classifica della FA Women's Super League venne stilata in base al rapporto punti conquistati su partite disputate, e la vittoria del campionato venne assegnata al Chelsea, che era al secondo posto al momento della sospensione del torneo; infatti, lo scambio di posizioni col Manchester City, primo alla sospensione, era giunto poiché il City aveva disputato una partita in più e aveva un vantaggio di un solo punto.
A inizio febbraio 2020, dopo sei stagioni alla guida tecnica del Manchester City, l'allenatore Nick Cushing ha lasciato la squadra per diventare vice-allenatore del New York City, società statunitense partecipante alla MLS. Al suo posto era stato nominato ad interim Alan Mahon, che ha guidato la squadra per due sole partite prima della sospensione del campionato.
Anche la FA Women's Cup ha subito una riprogrammazione con le partite dai quarti di finale in poi disputatesi nel mese di settembre 2020; la squadra, che era partita dal quarto turno, è arrivata in finale, dove ha sconfitto l'Everton per 3-1 dopo i tempi supplementari, vincendo così la sua terza FA Cup. In FA Women's League Cup la squadra aveva raggiunto la semifinale, dove era stata sconfitta dall'Arsenal per 2-1. In UEFA Women's Champions League il City è partito dai sedicesimi di finale, dove ha eliminato agevolmente le svizzere del Lugano 1976, vincendo 7-1 in trasferta e 4-0 in casa. Agli ottavi di finale è giunta l'eliminazione contro le spagnole dell'Atlético Madrid, vittoriose in casa per 2-1 dopo il pareggio per 1-1 in casa del City.

## Maglie e sponsor
Le tenute di gioco solo le stesse adottate dal Manchester City maschile.
| Casa | Trasferta | Terza divisa |

## Rosa
| N. |                        | Ruolo | Calciatrice               |
| -- | ---------------------- | ----- | ------------------------- |
| 1  | Inghilterra (bandiera) | P     | Karen Bardsley            |
| 2  | Inghilterra (bandiera) | D     | Aoife Mannion             |
| 3  | Inghilterra (bandiera) | D     | Demi Stokes               |
| 4  | Inghilterra (bandiera) | D     | Gemma Bonner              |
| 5  | Irlanda (bandiera)     | D     | Megan Campbell            |
| 6  | Inghilterra (bandiera) | D     | Steph Houghton (capitano) |
| 7  | Inghilterra (bandiera) | C     | Laura Coombs              |
| 8  | Inghilterra (bandiera) | C     | Jill Scott                |
| 9  | Germania (bandiera)    | A     | Pauline Bremer            |
| 10 | Inghilterra (bandiera) | A     | Georgia Stanway           |
| 11 | Canada (bandiera)      | A     | Janine Beckie             |
| 12 | Irlanda (bandiera)     | C     | Tyler Toland              |

| N. |                          | Ruolo | Calciatore      |
| -- | ------------------------ | ----- | --------------- |
| 15 | Inghilterra (bandiera)   | A     | Lauren Hemp     |
| 16 | Inghilterra (bandiera)   | A     | Jessica Park    |
| 17 | Corea del Sud (bandiera) | A     | Lee Geum-min    |
| 18 | Inghilterra (bandiera)   | A     | Ellen White     |
| 19 | Scozia (bandiera)        | C     | Caroline Weir   |
| 24 | Inghilterra (bandiera)   | C     | Keira Walsh     |
| 25 | Belgio (bandiera)        | A     | Tessa Wullaert  |
| 26 | Inghilterra (bandiera)   | P     | Ellie Roebuck   |
| 28 | Inghilterra (bandiera)   | C     | Emma Bissel     |
| 34 | Francia (bandiera)       | P     | Karima Benameur |
| 35 | Portogallo (bandiera)    | D     | Matilde Fidalgo |

## Calciomercato

### Sessione estiva
| Acquisti | Acquisti        | Acquisti        | Acquisti |
| R.       | Nome            | da              | Modalità |
| -------- | --------------- | --------------- | -------- |
| P        | Karima Benameur | Paris FC        | [ 9 ]    |
| D        | Matilde Fidalgo | Braga           | [ 10 ]   |
| D        | Aoife Mannion   | Birmingham City | [ 11 ]   |
| C        | Laura Coombs    | Liverpool       | [ 12 ]   |
| C        | Tyler Toland    | Sion Swifts     | [ 13 ]   |
| A        | Lee Geum-min    | Gyeongju KHNP   | [ 14 ]   |
| A        | Ellen White     | Birmingham City | [ 15 ]   |

| Cessioni | Cessioni         | Cessioni          | Cessioni |
| R.       | Nome             | a                 | Modalità |
| -------- | ---------------- | ----------------- | -------- |
| P        | Fran Stenson     | Arsenal           | [ 16 ]   |
| D        | Jennifer Beattie | Arsenal           | [ 17 ]   |
| D        | Abbie McManus    | Manchester United | [ 18 ]   |
| D        | Esme Morgan      | Everton           | prestito |
| A        | Claire Emslie    | Orlando Pride     | [ 20 ]   |
| A        | Melissa Lawley   | Liverpool         | [ 21 ]   |
| A        | Nikita Parris    | Olympique Lione   | [ 22 ]   |

## Risultati

### FA Women's Super League

#### Girone di andata
| Arbitro: | Welch |

|          |           |  |
| Weir 48’ | Marcatori |  |

| Arbitro: | Pearson |

|  |           |                 |
|  | Marcatori | 30’, 59’ Bremer |

| Arbitro: | Smith |

|  |           |             |
|  | Marcatori | 7’ Houghton |

| Arbitro: | Conley |

|                                |           |  |
| Walsh 27’ Wullaert 48’ Lee 80’ | Marcatori |  |

| Arbitro: | Walsh |

|             |           |  |
| Miedema 43’ | Marcatori |  |

| Arbitro: | Pearson |

|                                                  |           |  |
| White 11’ Stanway 31’, 37’ Hemp 39’ Wullaert 53’ | Marcatori |  |

| Arbitro: | Oliver |

|  |           |                                                   |
|  | Marcatori | 21’ Wullaert 65’ White 84’, 90+2’ Bremer 87’ Weir |

| Arbitro: | Dowle |

|            |           |  |
| Bonner 20’ | Marcatori |  |

| Arbitro: | Fearn |

|                        |           |          |
| England 79’ Mjelde 81’ | Marcatori | 59’ Weir |

| Arbitro: | Oliver |

|                                                       |           |  |
| Houghton 3’ White 14’ Hemp 38’ Stanway 79’ Bremer 86’ | Marcatori |  |

| Arbitro: | Conley |

|                 |           |                                  |
| Dean 20’ (rig.) | Marcatori | 2’, 27’ Bremer 5’ White 44’ Hemp |

#### Girone di ritorno
| Arbitro: | Fearn |

|                            |           |                    |
| Bremer 18’, 53’ Bonner 64’ | Marcatori | 90’ (aut.) Stanway |

| Arbitro: | Conley |

|  |           |                    |
|  | Marcatori | 1’ White 65’ Walsh |

| Arbitro: | Pearson |

|                     |           |                 |
| Bremer 43’ Hemp 49’ | Marcatori | 58’ Van de Donk |

| Romford 22 aprile 2020 15ª giornata | West Ham | – Annullata | Manchester City | Rush Green Stadium |

| Arbitro: | Oliver |

|           |           |  |
| Bonner 2’ | Marcatori |  |

| Arbitro: | Welch |

|                                |           |                                 |
| White 22’ Stanway 60’ Hemp 76’ | Marcatori | 39’ Ji 68’ Eriksson 74’ England |

| Birkenhead 22 marzo 2020 18ª giornata | Liverpool | – Annullata | Manchester City | Prenton Park |

| Leigh 28 marzo 2020 19ª giornata | Manchester United | – Annullata | Manchester City | Leigh Sports Village |

| Manchester 5 aprile 2020 20ª giornata | Manchester City | – Annullata | Reading | Manchester City Academy Stadium |

| Manchester 26 aprile 2020 21ª giornata | Manchester City | – Annullata | Tottenham | Manchester City Academy Stadium |

| Crawley 16 maggio 2020 22ª giornata | Brighton & Hove | – Annullata | Manchester City | Broadfield Stadium |

### FA Women's Cup
| Leigh 25 gennaio 2020, ore 13:45 UTC+0 Quarto turno                                  | Manchester United | 2 – 3 referto            | Manchester City | Leigh Sports Village |
| \| \| \| \| \| James 69’ Hemp 88’ (aut.) \| Marcatori \| 29’, 56’ White 76’ Scott \| |                   |                          |                 |                      |
|                                                                                      |                   |                          |                 |                      |
| James 69’ Hemp 88’ (aut.)                                                            | Marcatori         | 29’, 56’ White 76’ Scott |                 |                      |

| Manchester 16 febbraio 2020, ore 14:00 UTC+0 Quinto turno                                                  | Manchester City | 10 – 0 referto | Ipswich Town | Manchester City Academy Stadium |
| \| \| \| \| \| Coombs 19’ Bremer 25’, 50’, 64’ Park 30’, 78’, 80’ Stanway 57’, 65’, 86’ \| Marcatori \| \| |                 |                |              |                                 |
| |                 |                |              |                                 |
| Coombs 19’ Bremer 25’, 50’, 64’ Park 30’, 78’, 80’ Stanway 57’, 65’, 86’                                   | Marcatori       |                |              |                                 |

| Arbitro: | Massey-Ellis |

|                   |           |                              |
| Devlin 78’ (rig.) | Marcatori | 36’ (rig.) Kelly 41’ Stanway |

| Arbitro: | Conley |

|                        |           |           |
| Houghton 19’ Mewis 41’ | Marcatori | 38’ Nobbs |

| Arbitro: | Welch |

|            |           |                                      |
| Gauvin 60’ | Marcatori | 40’ Mewis 111’ Stanway 120+2’ Beckie |

### FA Women's League Cup

#### Fase a gruppi
| Arbitro: | Kirk |

|                                            |           |  |
| Weir 28’, 75’ Bremer 57’, 65’ Wullaert 81’ | Marcatori |  |

| Arbitro: | Fearn |

|                        |           |  |
| Zelem 7’ Sigsworth 54’ | Marcatori |  |

| Arbitro: | Simms |

|                    |           |              |
| White 50’ Weir 68’ | Marcatori | 64’ Williams |

| Arbitro: | Jones |

|          |           |                                             |
| Pike 48’ | Marcatori | 36’ Beckie 50’ Wullaert 65’ Bonner 86’ Hemp |

#### Fase a eliminazione diretta
| Arbitro: | Simms |

|  |           |                                   |
|  | Marcatori | 38’, 44’, 90+3’ Bremer 73’ Coombs |

| Arbitro: | Byrne |

|                            |           |            |
| Miedema 6’ van de Donk 44’ | Marcatori | 60’ Bonner |

### UEFA Women's Champions League
| Arbitro: | Augustyn |

|               |           |                                                                           |
| Dickerman 41’ | Marcatori | 26’ Stanway 48’ (rig.) Mannion 65’, 77’ Bremer 83’, 90+4’ Weir 85’ Beckie |

| Arbitro: | Subotič |

|                                |           |  |
| Beckie 5’, 33’, 49’ Bremer 78’ | Marcatori |  |

| Arbitro: | Martinčić |

|            |           |            |
| Beckie 13’ | Marcatori | 81’ Corral |

| Arbitro: | Frappart |

|                              |           |            |
| Houghton 40’ (aut.) Sosa 68’ | Marcatori | 88’ Bremer |

## Statistiche

### Statistiche di squadra
| Competizione                  | Punti | In casa | In casa | In casa | In casa | In casa | In casa | In trasferta | In trasferta | In trasferta | In trasferta | In trasferta | In trasferta | Totale | Totale | Totale | Totale | Totale | Totale | DR  |
| Competizione                  | Punti | G       | V       | N       | P       | Gf      | Gs      | G            | V            | N            | P            | Gf           | Gs           | G      | V      | N      | P      | Gf     | Gs     | DR  |
| ----------------------------- | ----- | ------- | ------- | ------- | ------- | ------- | ------- | ------------ | ------------ | ------------ | ------------ | ------------ | ------------ | ------ | ------ | ------ | ------ | ------ | ------ | --- |
| FA Women's Super League       | 40    | 9       | 8       | 1       | 0       | 24      | 5       | 7            | 5            | 0            | 2            | 15           | 4            | 16     | 13     | 1      | 2      | 39     | 9      | +30 |
| FA Women's Cup                | -     | 2       | 2       | 0       | 0       | 12      | 1       | 2            | 2            | 0            | 0            | 5            | 3            | 5      | 5      | 0      | 0      | 20     | 5      | +15 |
| FA Women's League Cup         | -     | 2       | 2       | 0       | 0       | 7       | 1       | 4            | 2            | 0            | 2            | 9            | 5            | 6      | 4      | 0      | 2      | 16     | 6      | +10 |
| UEFA Women's Champions League | -     | 2       | 1       | 1       | 0       | 5       | 1       | 2            | 1            | 0            | 1            | 8            | 3            | 4      | 2      | 1      | 1      | 13     | 4      | +9  |
| Totale                        | -     | 15      | 13      | 2       | 0       | 48      | 8       | 15           | 10           | 0            | 5            | 37           | 15           | 31     | 24     | 2      | 5      | 88     | 24     | +64 |

### Andamento in campionato
| Giornata  | 1 | 2 | 3 | 4 | 5 | 6 | 7 | 8 | 9 | 10 | 11 | 12 | 13 | 14 | 15 | 16 | 17 | 18 | 19 | 20 | 21 | 22 |
| --------- | - | - | - | - | - | - | - | - | - | -- | -- | -- | -- | -- | -- | -- | -- | -- | -- | -- | -- | -- |
| Luogo     | C | T | T | C | T | C | T | C | T | C  | T  | C  | T  | C  | T  | C  | C  | T  | T  | C  | C  | T  |
| Risultato | V | V | V | V | P | V | V | V | P | V  | V  | V  | V  | V  | -  | V  | N  | -  | -  | -  | -  | -  |
| Posizione | 1 | 1 | 1 | 1 | 3 | 2 | 2 | 2 | 3 | 2  | 2  | 2  | 1  | 1  | 1  | 1  | 1  | -  | -  | -  | -  | -  |

Legenda:

Luogo: C = Casa; T = Trasferta. Risultato: V = Vittoria; N = Pareggio; P = Sconfitta.

### Statistiche delle giocatrici
| Giocatore    | FA Women's Super League | FA Women's Super League | FA Women's Super League | FA Women's Super League | FA Women's Cup | FA Women's Cup | FA Women's Cup | FA Women's Cup | FA Women's League Cup | FA Women's League Cup | FA Women's League Cup | FA Women's League Cup | UEFA Women's Champions League | UEFA Women's Champions League | UEFA Women's Champions League | UEFA Women's Champions League | Totale   | Totale | Totale      | Totale     |
| Giocatore    | Presenze                | Reti                    | Ammonizioni             | Espulsioni              | Presenze       | Reti           | Ammonizioni    | Espulsioni     | Presenze              | Reti                  | Ammonizioni           | Espulsioni            | Presenze                      | Reti                          | Ammonizioni                   | Espulsioni                    | Presenze | Reti   | Ammonizioni | Espulsioni |
| ------------ | ----------------------- | ----------------------- | ----------------------- | ----------------------- | -------------- | -------------- | -------------- | -------------- | --------------------- | --------------------- | --------------------- | --------------------- | ----------------------------- | ----------------------------- | ----------------------------- | ----------------------------- | -------- | ------ | ----------- | ---------- |
| K. Bardsley  | -                       | -                       | -                       | -                       | -              | -              | -              | -              | -                     | -                     | -                     | -                     | -                             | -                             | -                             | -                             | -        | -      | -           | -          |
| J. Beckie    | 14                      | 0                       | 1                       | 0                       | 2              | 1              | 0              | 0              | 5                     | 0                     | 0                     | 0                     | 4                             | 5                             | 0                             | 0                             | 25       | 6      | 1           | 0          |
| K. Benameur  | 1                       | 0                       | 0                       | 0                       | 2              | -1             | 0              | 0              | 1                     | 0                     | 0                     | 0                     | 0                             | 0                             | 0                             | 0                             | 4        | -1     | 0           | 0          |
| E. Bissell   | 0                       | 0                       | 0                       | 0                       | 1              | 0              | 0              | 0              | 1                     | 0                     | 0                     | 0                     | 0                             | 0                             | 0                             | 0                             | 2        | 0      | 0           | 0          |
| G. Bonner    | 16                      | 3                       | 3                       | 0                       | 3              | 0              | 1              | 0              | 6                     | 3                     | 1                     | 0                     | 3                             | 0                             | 1                             | 0                             | 28       | 6      | 6           | 0          |
| P. Bremer    | 12                      | 10                      | 0                       | 0                       | 1              | 3              | 0              | 0              | 6                     | 5                     | 0                     | 0                     | 3                             | 4                             | 0                             | 0                             | 22       | 22     | 0           | 0          |
| L. Bronze    | -                       | -                       | -                       | -                       | 2              | 0              | 0              | 0              | -                     | -                     | -                     | -                     | -                             | -                             | -                             | -                             | 2        | 0      | 0           | 0          |
| M. Campbell  | 7                       | 0                       | 0                       | 0                       | -              | -              | -              | -              | 4                     | 0                     | 0                     | 0                     | 3                             | 0                             | 1                             | 0                             | 14       | 0      | 1           | 0          |
| L. Coombs    | 4                       | 0                       | 0                       | 0                       | 3              | 1              | 0              | 0              | 4                     | 1                     | 0                     | 0                     | 1                             | 0                             | 0                             | 0                             | 12       | 2      | 0           | 0          |
| M. Fidalgo   | 2                       | 0                       | 0                       | 0                       | 1              | 0              | 0              | 0              | 1                     | 0                     | 0                     | 0                     | 1                             | 0                             | 0                             | 0                             | 5        | 0      | 0           | 0          |
| A. Greenwood | -                       | -                       | -                       | -                       | 1              | 0              | 0              | 0              | -                     | -                     | -                     | -                     | -                             | -                             | -                             | -                             | 1        | 0      | 0           | 0          |
| L. Hemp      | 14                      | 5                       | 2                       | 0                       | 2              | 0              | 0              | 0              | 5                     | 1                     | 0                     | 0                     | 2                             | 0                             | 0                             | 0                             | 23       | 6      | 2           | 0          |
| S. Houghton  | 16                      | 2                       | 0                       | 0                       | 5              | 1              | 0              | 0              | 6                     | 0                     | 0                     | 0                     | 4                             | 0                             | 0                             | 0                             | 31       | 3      | 0           | 0          |
| C. Kelly     | -                       | -                       | -                       | -                       | 3              | 1              | 0              | 0              | -                     | -                     | -                     | -                     | -                             | -                             | -                             | -                             | 3        | 1      | 0           | 0          |
| R. Lavelle   | -                       | -                       | -                       | -                       | 2              | 0              | 0              | 0              | -                     | -                     | -                     | -                     | -                             | -                             | -                             | -                             | 2        | 0      | 0           | 0          |
| G-m. Lee     | 3                       | 1                       | 0                       | 0                       | -              | -              | -              | -              | 2                     | 0                     | 0                     | 0                     | 3                             | 0                             | 0                             | 0                             | 8        | 1      | 0           | 0          |
| A. Mannion   | 4                       | 0                       | 1                       | 0                       | -              | -              | -              | -              | 0                     | 0                     | 0                     | 0                     | 3                             | 1                             | 0                             | 0                             | 7        | 1      | 1           | 0          |
| S. Mewis     | -                       | -                       | -                       | -                       | 3              | 2              | 0              | 0              | -                     | -                     | -                     | -                     | -                             | -                             | -                             | -                             | 3        | 2      | 0           | 0          |
| E. Morgan    | -                       | -                       | -                       | -                       | 1              | 0              | 0              | 0              | -                     | -                     | -                     | -                     | -                             | -                             | -                             | -                             | 1        | 0      | 0           | 0          |
| J. Park      | 2                       | 0                       | 0                       | 0                       | 4              | 3              | 0              | 0              | 3                     | 0                     | 0                     | 0                     | 1                             | 0                             | 0                             | 0                             | 10       | 3      | 0           | 0          |
| E. Roebuck   | 16                      | -9                      | 0                       | 0                       | 3              | -4             | 0              | 0              | 5                     | -6                    | 0                     | 0                     | 4                             | -4                            | 0                             | 0                             | 28       | -23    | 0           | 0          |
| J. Scott     | 16                      | 0                       | 1                       | 0                       | 2              | 1              | 0              | 0              | 4                     | 0                     | 0                     | 0                     | 3                             | 0                             | 0                             | 0                             | 25       | 1      | 1           | 0          |
| G. Stanway   | 13                      | 4                       | 3                       | 1                       | 5              | 5              | 1              | 0              | 4                     | 0                     | 1                     | 0                     | 2                             | 1                             | 1                             | 0                             | 24       | 10     | 6           | 1          |
| D. Stokes    | 14                      | 0                       | 0                       | 0                       | 5              | 0              | 0              | 0              | 5                     | 0                     | 0                     | 0                     | 4                             | 0                             | 0                             | 0                             | 28       | 0      | 0           | 0          |
| T. Toland    | 1                       | 0                       | 0                       | 0                       | 1              | 0              | 0              | 0              | 1                     | 0                     | 0                     | 0                     | 1                             | 0                             | 0                             | 0                             | 4        | 0      | 0           | 0          |
| K. Walsh     | 14                      | 2                       | 0                       | 0                       | 5              | 0              | 0              | 0              | 5                     | 0                     | 0                     | 1                     | 4                             | 0                             | 1                             | 0                             | 28       | 2      | 1           | 1          |
| C. Weir      | 16                      | 3                       | 2                       | 0                       | 4              | 0              | 0              | 0              | 6                     | 3                     | 0                     | 0                     | 3                             | 2                             | 1                             | 0                             | 29       | 8      | 3           | 0          |
| E. White     | 12                      | 6                       | 0                       | 0                       | 4              | 2              | 0              | 0              | 4                     | 1                     | 0                     | 0                     | 1                             | 0                             | 0                             | 0                             | 21       | 9      | 0           | 0          |
| T. Wullaert  | 13                      | 3                       | 2                       | 0                       | 2              | 0              | 0              | 0              | 4                     | 2                     | 0                     | 0                     | 3                             | 0                             | 0                             | 0                             | 22       | 5      | 2           | 0          |